# Roman Codreanu
Roman Codreanu (* 17. listopadu 1952 Vața de Sus – 26. května 2001 Arad) byl rumunský zápasník, reprezentant v zápase řecko-římském.
V roce 1976 na olympijských hrách v Montrealu v kategorii nad 100 kg a v roce 1980 na hrách v Moskvě ve stejné kategorii vybojoval sedmé místo.
V roce 1975 a 1978 vybojoval bronz a v roce 1974 páté místo na mistrovství světa. V roce 1978 vybojoval zlato, v roce 1979 stříbro a v roce 1974 bronz na mistrovství Evropy, v letech 80 a 83 vybojoval čtvrté, v roce 1975 páté a v roce 1976 šesté místo.